# 舞鶴公園
舞鶴公園（まいづるこうえん）は、福岡県福岡市中央区にある福岡城の本丸址を中心とする公園（総合公園）。公園を含む現行の行政地名は、城内（、ローマ字表記: Jōnai）である。福岡市中心部大濠公園の東部に隣接する位置にあり、市民の憩いの場となっている。城址には約500本の桜が植えられており、福岡城さくらまつりが開催される毎年春には大勢の花見客で賑わう。

## 概要
福岡城址のある同場所には、1871年に福岡県庁が置かれた。福岡県庁が、1876年に福岡市中央区天神に移転したのち、旧陸軍第12師団歩兵第24連隊駐屯地が置かれるが、第二次世界大戦後、福岡城址、連隊跡地をまとめる形で当公園が設置された。1948年に第3回国民体育大会が開催される際に、陸軍施設跡地には、平和台陸上競技場を設置、翌1949年に平和台野球場などを含め「平和台総合運動場」が併設され、そのほかにも続々と公共施設等が建築された。

## 全域公園化
平和台野球場およびその周辺から鴻臚館（こうろかん）跡が発見され、周辺を歴史公園として整備する「舞鶴城址将来構想」（セントラルパーク構想）に基づく整備計画が進行している。舞鶴公園と大濠公園にはさまれた地区には、福岡城跡にもかかわらず、個人の住宅が建てられており「城内住宅」と呼ばれている。現在、この構想計画に基づき住宅地の公園化のために住宅移転が行われているが、立ち退きの同意に時間がかかっている。

### この地域から移転した施設
- 平和台野球場（鴻臚館発掘調査および保存のため1997年11月24日に閉場、2008年に完全撤去）
- 国立福岡中央病院（1994年7月1日に国立病院九州医療センターとして、福岡市中央区地行浜へ移転）
- 自衛隊福岡地方連絡部（現「自衛隊福岡地方協力本部」。博多区へ移転）
- 福岡市立舞鶴中学校（2014年4月に施設一体型小中連携校として現在の福岡市立舞鶴小中学校へ統合移転[6]。）
- 福岡高等裁判所（九州大学六本松キャンパス跡地「福岡高地家簡裁庁舎」へ移転）
- 福岡地方裁判所（同上）
- 福岡簡易裁判所（同上）
- 福岡県弁護士会館 （同上）

### この地域から移転が計画されている施設
- 平和台陸上競技場
- 城内住宅地

平和台陸上競技場、テニスコートやラグビー場、その他スポーツ施設などについては、現在代替地などの検討を行っている。
テニスコートはかつて陸上競技場近く及び二の丸にあったが、2023年に公園東側の、かつての福岡高等裁判所をはじめとする裁判所の跡地に移転し、将来的な公園外への移転が検討されている。以前に存在したテニスコートの跡地は園路として再整備される。

## 施設
- 福岡城跡
- 平和台陸上競技場[注釈 2]
- 鴻臚館跡展示館[注釈 3]
- 福岡城むかし探訪館
- 牡丹杓薬園
- 三の丸広場（さんのまるひろば）[注釈 4]
- 下之橋[注釈 5]
- 上之橋[注釈 6]
- 舞鶴公園管理事務所[注釈 7]

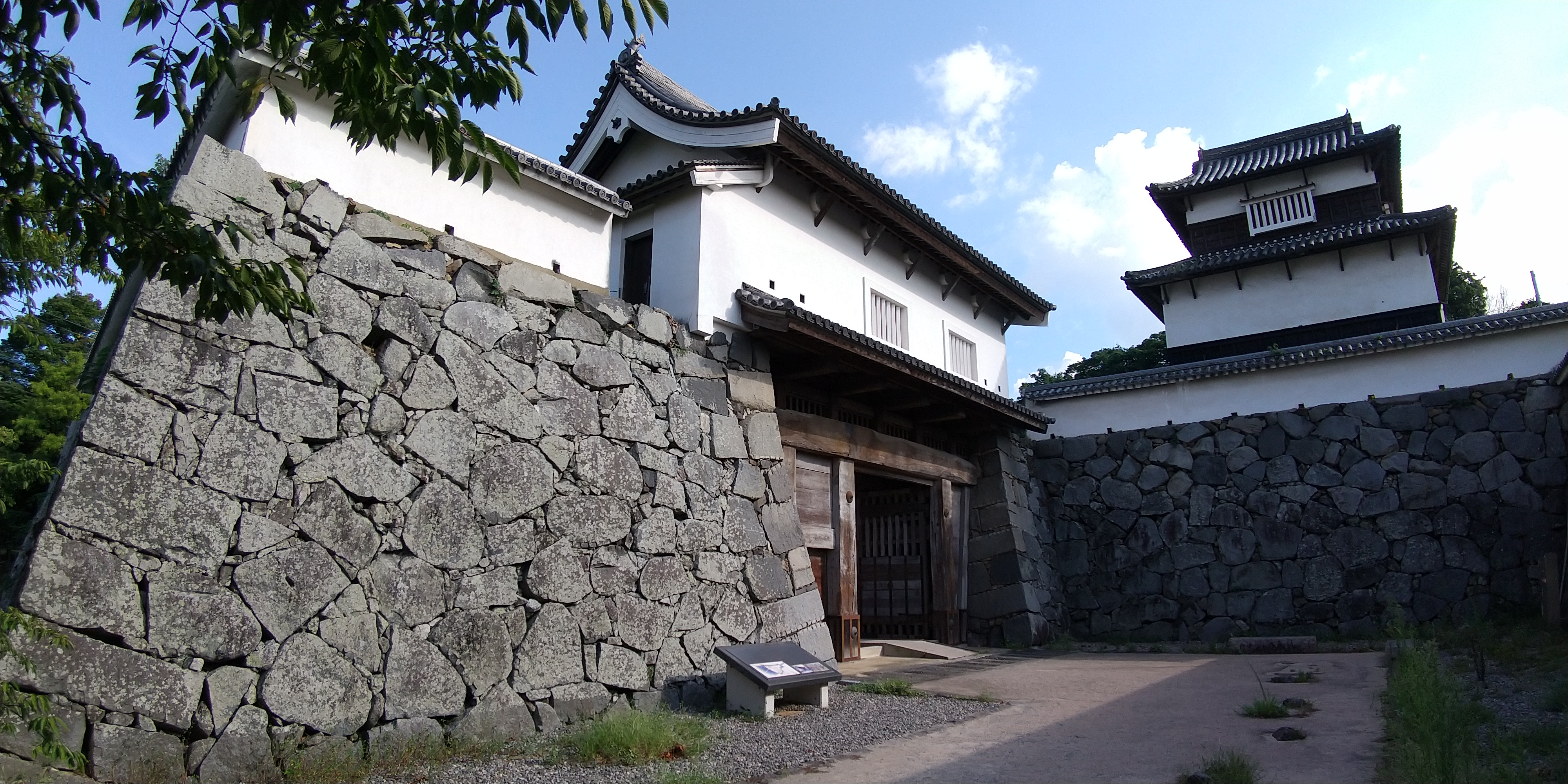
下之橋御門及び（伝）潮見櫓
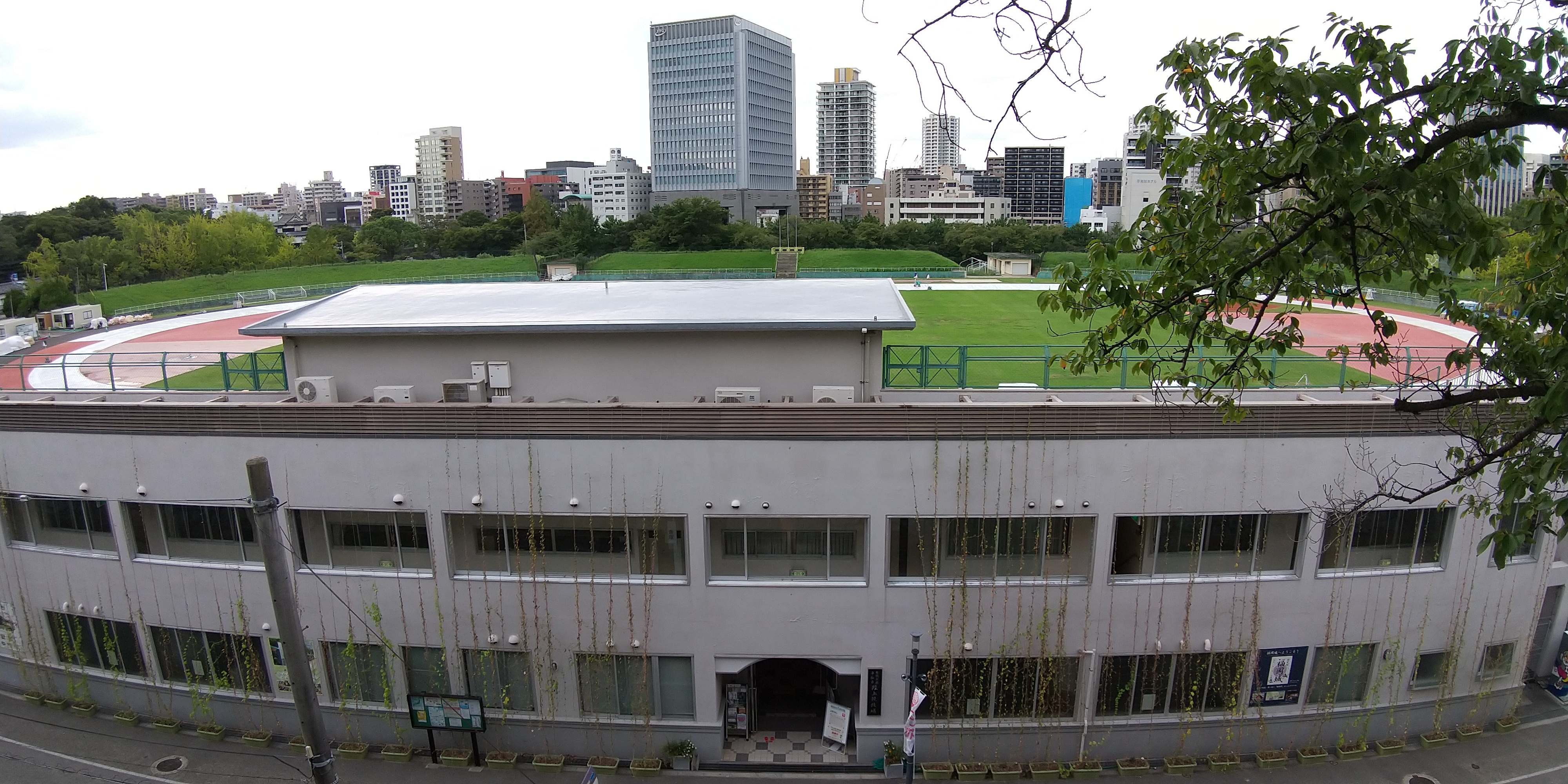
平和台陸上競技場
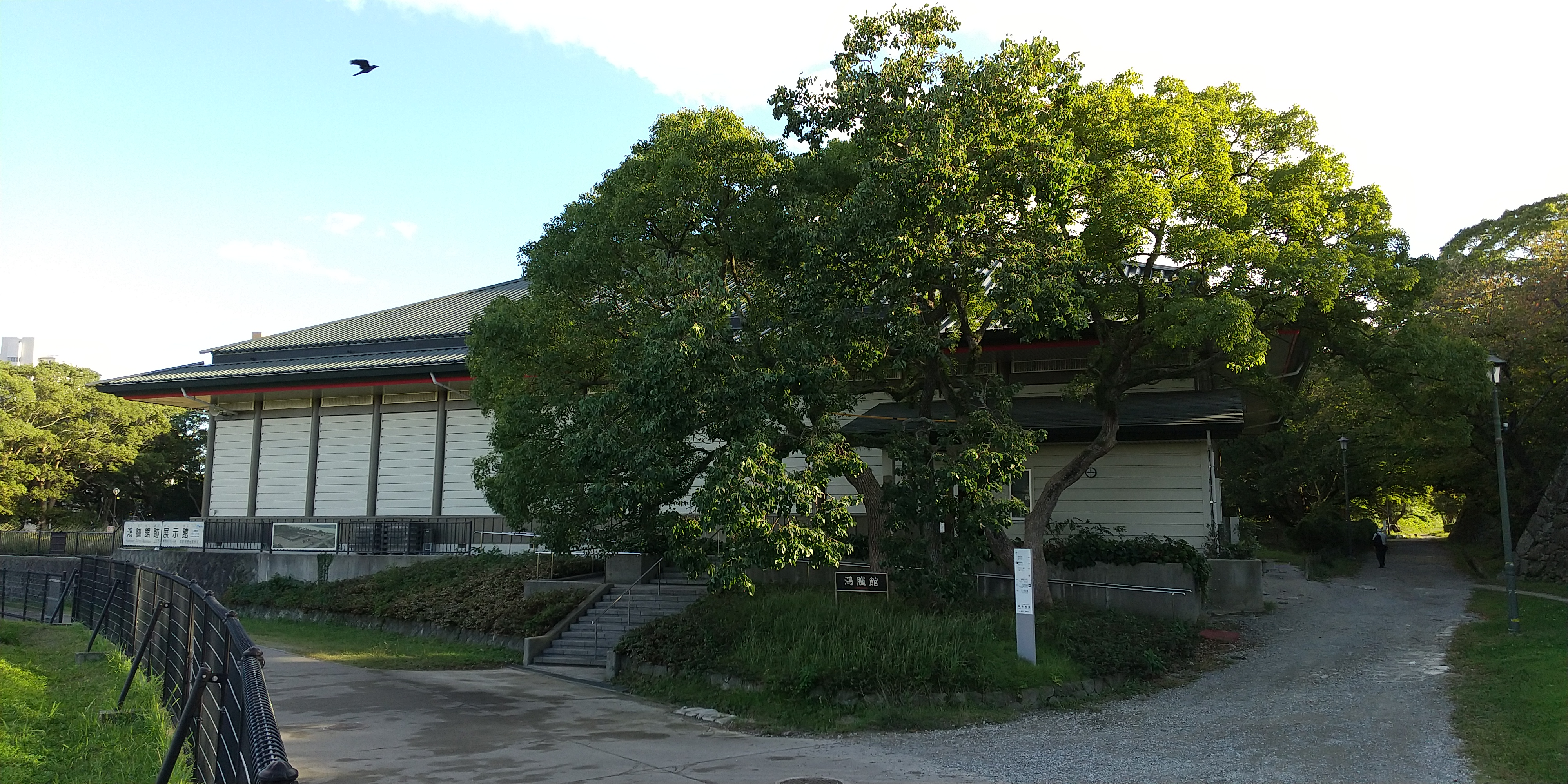
鴻臚館跡展示館
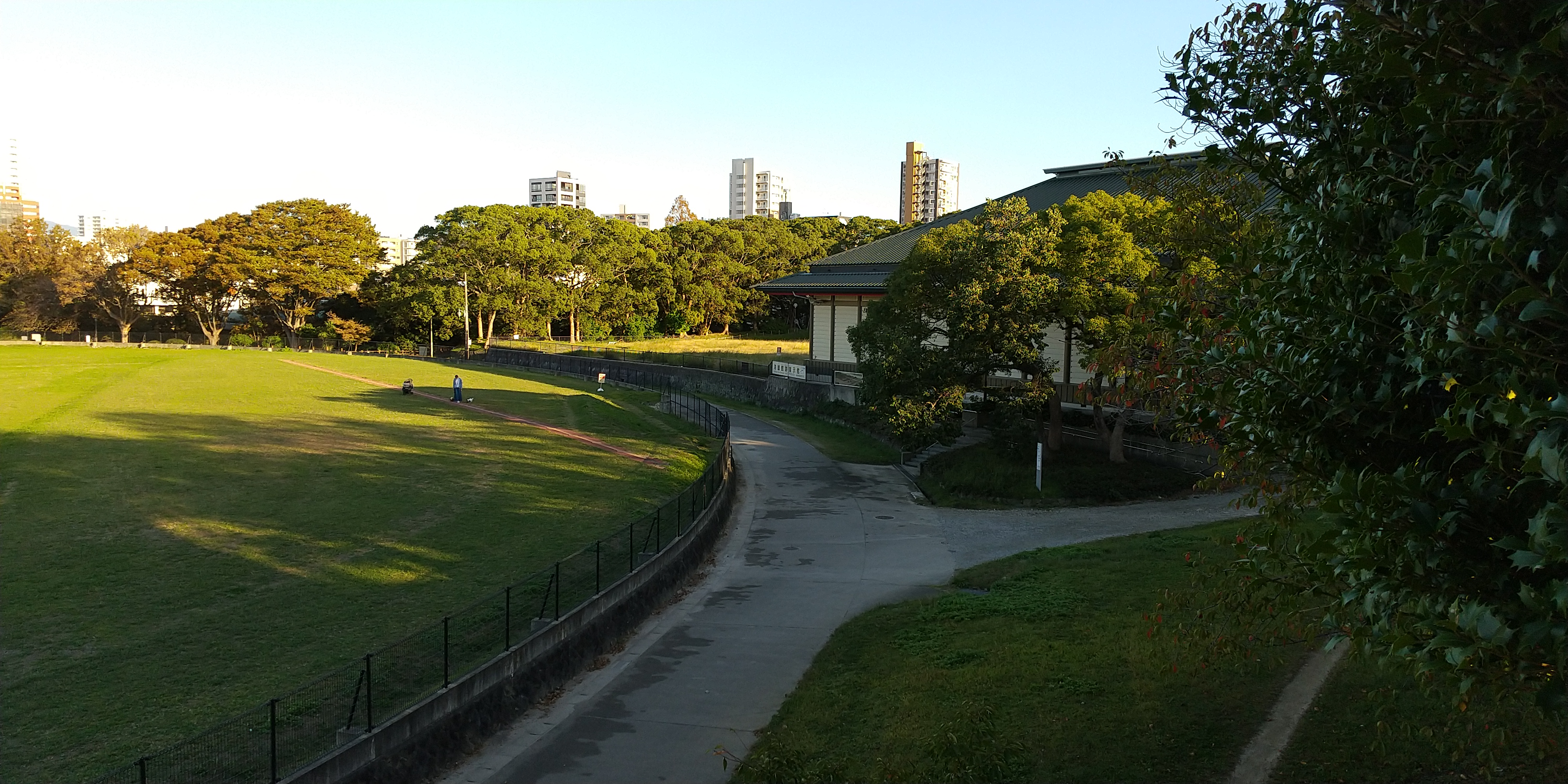
鴻臚館広場と鴻臚館跡展示館
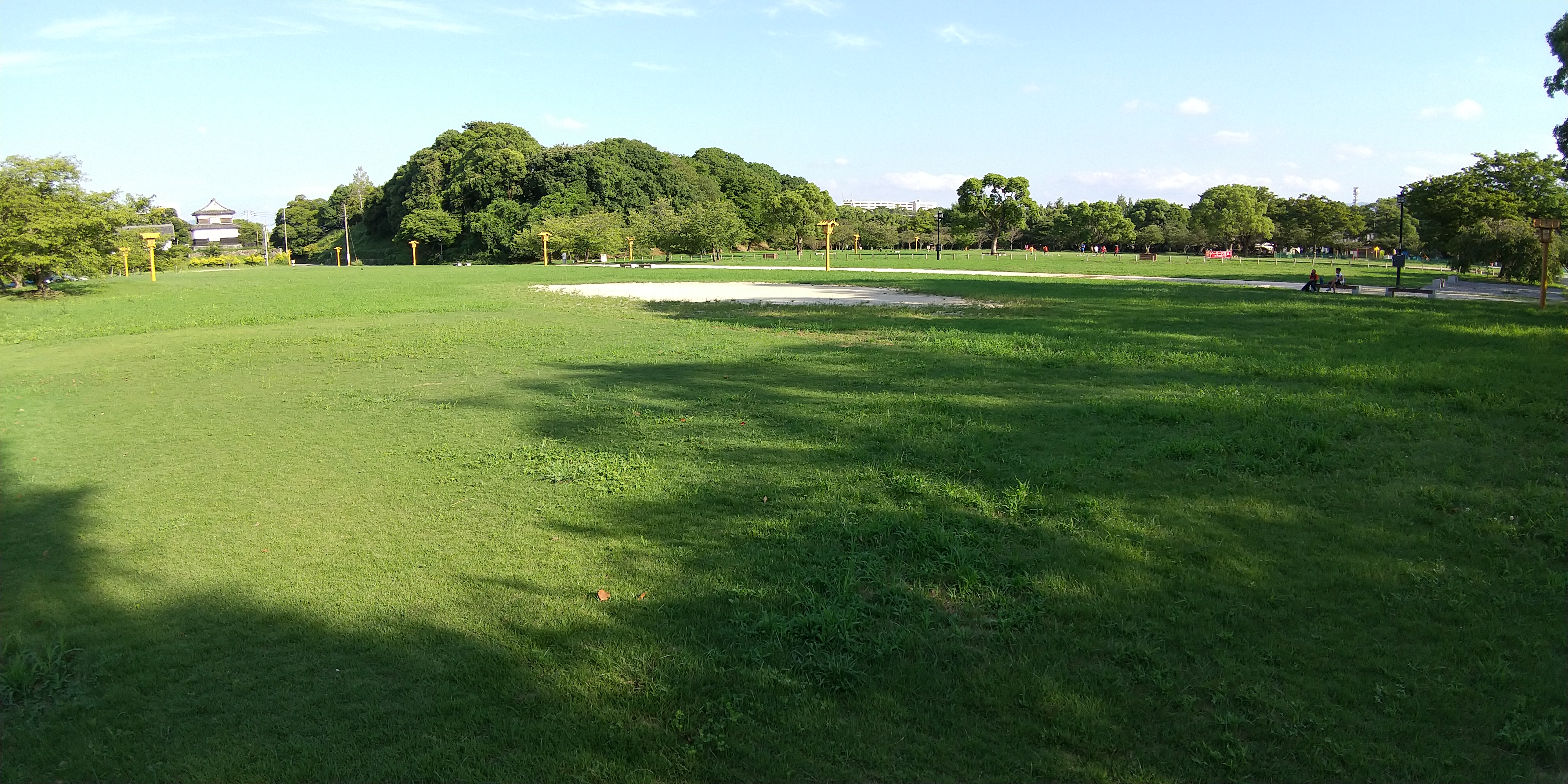
三の丸広場
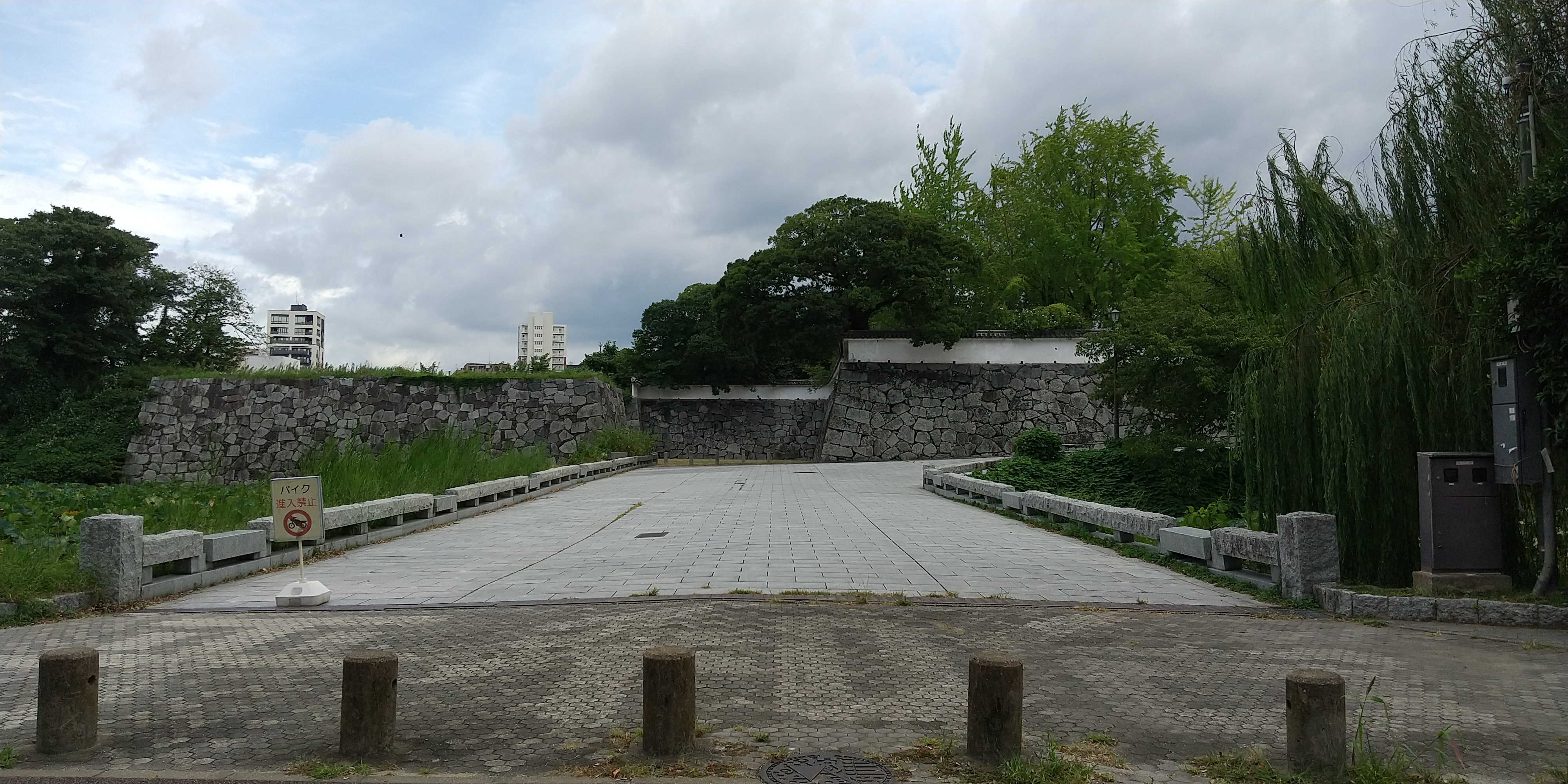
上之橋（2号堀と3号堀の間）
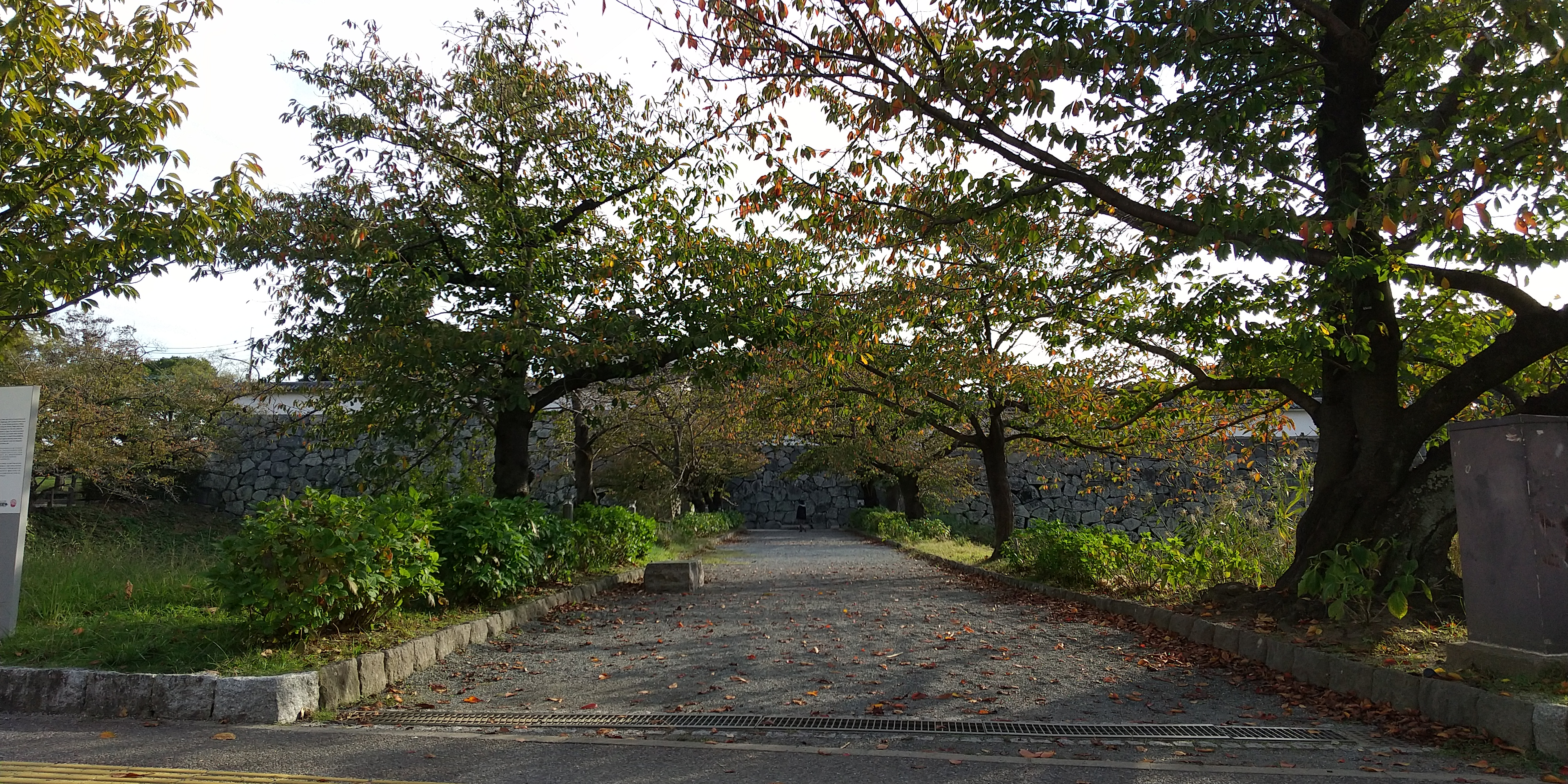
下之橋（4号堀と5号堀の間）

## 交通アクセス

### 鉄道
鉄道については、福岡市交通局が運営する福岡市地下鉄空港線が、地区の北側に当たる明治通りの下を走っており、大手門、城内、荒戸及び大濠公園に跨る位置に次の駅がある。
- 大濠公園駅

ただし、城内（舞鶴公園）の東側の一部からは次の駅の方が近い。
- 赤坂駅

### バス
バスについては、西日本鉄道株式会社が運営する西鉄バスが運行しており、次の停留所がある（2014年4月現在）。
- 赤坂三丁目
- 福岡城・NHK放送センター入口
- 赤坂門
- 福岡城・鴻臚館前
- 大手門・平和台陸上競技場入口
- 福岡市美術館東口

### 道路
主な幹線道路は次の通り。

#### 都市高速道路
都市高速道路としては、町外ではあるが、北方に福岡高速環状線が通っており、最寄りの出入口は次の通り。
- 西公園出入口（料金所・ランプ、道程で約2～3キロメートル）
- 天神北出入口（料金所・ランプ ・インターチェンジ、道程で約2～3キロメートル）

#### 市道
市道としては次の通り。括弧内は福岡市道路愛称。
- 千代今宿線（明治通り）
- 堅粕西新2号線（国体道路）
- 舞鶴公園線

## 行政区画としての城内
行政区画（町丁）の大部分が都市公園としての舞鶴公園であるが、行政区画の城内としての概要は次のとおりである。町内の面積は約49.73ヘクタール（このうち公園の面積は39.3ヘクタール）。2022年9月末現在の人口は66人。郵便番号は810-0043。

### 地理
町丁としての地理に関しては、城内は、福岡市の都心部とされる中央区天神の西約1.5キロメートル、中央区の中央部やや北よりに位置する。北で明治通りを挟んで大手門と、東で赤坂と、南で赤坂、六本松と、西で大濠公園と隣接する。町域内は大部分が都市公園（総合公園）としての舞鶴公園が占めているが、町内を縦断する舞鶴公園線の西側沿線にはいわゆる「城内住宅」なども存在している。

#### 都市計画
都市計画に関しては、「福岡市都市計画マスタープラン」において、舞鶴公園は、都心に近い貴重なオープンスペースで緑と歴史・文化が調和した魅力ある空間づくりを行い、集客・交流の拠点となる地区に位置付けられ、福岡城跡や鴻臚館跡の活用など歴史・集客機能の強化、舞鶴公園と大濠公園の歩行者ネットワークの強化などがまちづくりの視点とされている。また、北から順に西公園、大濠公園、舞鶴公園、南公園及び油山までつながる「緑地・丘陵地」の一部に位置付けられ、緑地の保全・育成や無秩序な開発の抑制がまちづくりの視点とされている。用途地域は、町域東端の約5ヘクタールの範囲（福岡高等裁判所跡地）及び国体道路の北側道路境界線から概ね50メートルの範囲が第二種住居地域に、これら以外が第一種住居地域に指定されている。また、町内のすべてが風致地区に指定されており、造成や建築などを行うときには一定の制限がある。

## 人口
城内の人口の推移を福岡市の住民基本台帳（公称町別）に基づき示す（単位：人）。集計時点は各年9月末現在である。
- 2001年（平成13年）：279
- 2002年（平成14年）：264
- 2003年（平成15年）：242
- 2004年（平成16年）：206
- 2005年（平成17年）：188
- 2006年（平成18年）：173
- 2007年（平成19年）：155
- 2008年（平成20年）：153
- 2009年（平成21年）：146
- 2010年（平成22年）：135
- 2011年（平成23年）：127
- 2012年（平成24年）：122
- 2013年（平成25年）：118
- 2014年（平成26年）：112
- 2015年（平成27年）：110
- 2016年（平成28年）：102
- 2017年（平成29年）：101
- 2018年（平成30年）：84
- 2019年（令和元年）：78
- 2020年（令和2年）：77
- 2021年（令和3年）：71
- 2022年（令和4年）：66

## 周辺隣接施設
- 大濠公園
- NHK福岡放送局
- 福岡市中央市民センター
- 福岡市中央図書館
- 福岡市立警固中学校
- 福岡市立赤坂小学校
- 福岡簡易保険事務センター
- 福岡縣護國神社